# Налимов, Гаврила Фирсович
Гаври́ла Фи́рсович Нали́мов (1807—1867) — русский мастер-камнерез, ученик Я. В. Коковина.

## Биография
Родился в Екатеринбурге в 1807 году.
Его отец работал на гранильной фабрике с 15 лет, был мастером и в конце XVIII века руководил классом «резного художества».
1 мая 1822 года Гаврила был отдан в «обучение рисованию и леплению» в школу Екатеринбургской гранильной фабрики. Окончив учёбу, остался работать на фабрике.
В 1840—1850 годах руководил работами по изготовлению изделий из твёрдого камня. Многие из них получали на плинте надпись, говорившую о том, что изделия приготовлялись «подъ руководствомъ мастера Г. Налимова» — Мастеръ Г. Налимовъ.
В 1864 году Налимов вышел в отставку, проработав на фабрике более сорока лет.
Один из авторов знаменитой яшмовой вазы высотой 178 см, хранящейся в Государственном Эрмитаже.
В 1842 году по проекту архитектора Ивана Гальберга на Екатеринбургской фабрике создал чашу из таганайского авантюрина. Высота вазы — 146 см, диаметр — 236 см. Также находится в Эрмитаже.
Умер 4 мая 1867 года.

## Награды
- Неоднократно награждался ценными подарками.
- В 1858 году награждён орденом Святого Станислава 3-й степени.